# 3744 Horn-d'Arturo
3744 Horn-d'Arturo eller 1983 VE är en asteroid i huvudbältet som upptäcktes den 5 november 1983 av San Vittore-observatoriet i Bologna. Den är uppkallad efter den italienska astronomen Guido Horn d'Arturo.
Asteroiden har en diameter på ungefär 14 kilometer.